# John Dall
John Dall (Nova York, 26 de maig de 1918 − Hollywood, Los Angeles, Califòrnia, 15 de gener de 1971) va ser un actor estatunidenc.

## Biografia[1][2]
Amb deu anys, la seva família es trasllada a Panamà per a la necessitat professional del seu pare. Allà, als catorze anys, actua per primera a l'escenari, a la comèdia Yes Means No.
De tornada als Estats Units, treballa amb algunes petites companyies i publica durant el mateix període novel·les sota el pseudònim de Trendwell Vanderwall. Després haver deixat un lloc fix a la companyia de Clare Tree Mayor, arriba a Broadway on treballa amb Aline MacMahon, Arthur Brian i Ruth Weston.
Va començar al cinema després que un agent de la Warner Bros el va localitzar a l'obra Eve of St. Mark, per la seva interpretació de Zwiss West.
Sota contracte amb la gran productora, les seves interpretacions cinematogràfiques se situen sobretot als anys de postguerra, amb una nominació per l'Oscar al millor actor secundari de 1945 per a The Corn Is Green, d'Irving Rapper.
Entre les seves interpretacions més destacables hi ha les de l'assassí a La soga  d'Alfred Hitchcock o El dimoni de les armes de Joseph H. Lewis.

## Filmografia[4]

### Cinema
- 1945: The Corn is Green d'Irving Rapper: Morgan Evans
- 1947: Something in the Wind d'Irving Pichel: Donald Read
- 1948: Another Part of the Forest de Michael Gordon: John Bagtry
- 1948: La soga (Rope) d'Alfred Hitchcock: Brandon Shaw
- 1950: El dimoni de les armes (Deadly Is the Female) de Joseph H. Lewis: Bart Tare
- 1950: The Man Who Cheated Himself de Felix E. Feist: Andy Cullen
- 1960: Espàrtac (Spartacus) de Stanley Kubrick: Glabrus
- 1961: Atlantis, the Lost Continen de George Pal: Zaren

### Televisió
- 1949: Miracle in the Rain de Barry Bernard
- 1951: Pit of the Dead
- 1951: A Right Smart Trick de Fred Coe
- 1952: The Doctor's Wife
- 1952: Outward Bound
- 1952: The Invisible Killer de Robert Stevens i Robert Mulligan.
- 1953: The Hasty Heart
- 1954: The Tenth Reunion de Robert Stevens i Robert Mulligan.
- 1958: The Coward of Fort Bennett
- 1959: And Practically Strangers
- 1962: The Case of the Lonely Eloper d'Arthur Marks.
- 1962: The Case of the Weary Watchdog de Jesse Hibbs.
- 1963: The Case of the Reluctant Model de Jesse Hibbs.
- 1965: The Case of the Laughing Lady

## Premis i nominacions
Nominacions
- 1946: Oscar al millor actor secundari per The Corn Is Green